# كيث بي إليسون
كيث بي إليسون (بالإنجليزية: Keith P. Ellison)‏ هو قاضي ومحامي أمريكي، ولد في 1950 في نيو أورلينز في الولايات المتحدة.